# Campus Activated Subscriber Access
Pour les articles homonymes, voir CASA.
Campus Activated Subscriber Access (CASA) est une technique introduite en 2017 par Google Scholar pour faciliter l'accès aux ressources numériques dans le cadre du programme lien vers les bibliothèques.
Lorsqu'un utilisateur accède à Google Scholar depuis une adresse IP appartenant aux plages déclarées par l'université auprès de Google, un cookie est déposé sur le navigateur afin d'enregistrer l'affiliation de l'usager avec l'institution. Lors des utilisations ultérieures de Google Scholar, un ticket casa chiffré est ajouté à l'url envoyée à la plateforme de l'éditeur. Ce ticket est ensuite décodé par la plateforme de destination pour identifier l'institution de rattachement de l'usager et lui offrir les accès associés sans qu'il n'ait besoin d'indiquer à aucune étape de la procédure son institution de rattachement.  
Ce fonctionnement reste actif pour une durée de 30 jours, après quoi l'usager doit se connecter à nouveau depuis le campus pour réactiver la fonctionnalité. Google conserve la main sur cette durée et peut par exemple l'étendre de manière unilatérale comme ce fut le cas lors de la pandémie de Covid-19. 
La première plateforme à adopter la technologie est Highwire press en septembre 2017. Par la suite, CASA est adopté par JSTOR, Project MUSE (en) ou Ingenta (en). En mars 2020, c'est au tour de Springer Link et Nature de mettre en place ce système, suivis d'EBSCO en mai 2020.